# مایلز مولر
مایلز مولر (انگلیسی: Miles Müller؛ زادهٔ ۴ آوریل ۱۹۹۵) بازیکن فوتبال اهل آلمان است.
از باشگاه‌هایی که در آن بازی کرده‌است می‌توان به باشگاه فوتبال شالکه ۰۴ اشاره کرد.